# Pædagogisk Medhjælper Forbund
Pædagogisk Medhjælper Forbund (PMF) var et dansk fagforbund, der især organiserede uudannede pædagogmedhjælpere på daginstitutioner.
Forbundet blev i 2005 fusioneret ind i FOA, der oprettede en pædagogisk sektor som følge af fusionen.
PMF havde til sidst omkring 25.000 medlemmer og havde hovedkontor i Store Kongensgade 79 i København.

## Historie
Forbundet blev grundlagt i 1974. Tidligere forretningsfører i fagforbundet BUPL Leif Andersen var en ledende kraft i etableringen, der skete i kølvandet på, at et flertal på BUPL's kongres havde afvist at optage pædagogmedhjælperne i forbundet.
PMF indgik i 1976 sin første overenskomst. Her opstod titlen pædagogmedhjælper, idet arbejdsgiverne talte om "praktiske medhjælpere", mens PMF foreslog "pædagogiske medhjælpere". Kompromiset blev "pædagogmedhjælpere".

### Politik
Politisk var PMF venstreorienteret og blev af den konservative politiker Eva Møller fra Folketingets talerstol fejlagtigt - men ifølge Leif Andersen meget sigende - omtalt som "Pædagogisk Marxistisk Forbund". I en udtalelse om terrorangrebet 11. september 2001, som PMF vedtog på sin kongres i 2001, ærgrede man sig over, at debatten om flygtninge og indvandrere er blev skærpet som følge af terrorangrebet, og at Danmark burde bidrage til "at skabe en ny verdensorden, der kan fjerne den sociale ulighed og fattigdom der giver grobund for fanatisme og terrorisme."
Forbundet havde kun en formand, Mogens Petersen, hvorefter man overgik til kollektiv ledelse. Ifølge Mogens Petersen var forbundet kendetegnet ved, at det tog "alle faglige kampe". "Vi var meget politiske, det blev BUPL også, men altid i en mere afdæmpet udgave", sagde han retrospektivt. PMF havde ifølge Politiets Efterretningstjeneste et samarbejde med Samarbejdskomiteen for Fred og Sikkerhed, der i 1987 var i økonomiske problemer og derfor søgte kaution hos PMF.

### Forholdet til andre fagforbund
I perioden 1978–1984 havde BUPL, PMF, Danske Klubfolk og Landsforeningen for Socialpædagoger et tæt samarbejde under navnet Pædagogisk Kartel. Det indebar en tæt politisk og organisatorisk koordinering af forbundenes aktiviteter og var ved at føre til en egentlig fusion. Det mislykkedes, hvilket splittede kartellet med udgangen af 1984.
Med splittelsen af samarbejdet fulgte en række grænsestridigheder og en gensidig mistillid. Der var fokus på forskellene frem for lighederne, og BUPL og PMF distancerede sig i stigende grad fra hinanden i deres faglige praksis såvel som den førte politik. Selvopfattelsen var, at der var tale om meget forskellige forbund.
I årene fra 1980 til 1991 havde PMF stort set lige så mange medlemmer som BUPL, der organiserede de uddannede pædagoger, men med fusionen med Danske Klubfolk i 1992 blev BUPL det klart største forbund på det pædagogiske område.
BUPL organiserede dengang som i dag overvejende uddannede pædagoger, men også en del tidligere PMF-medlemmer, der havde fået dispensation fra kravet om at have gennemført pædagoguddannelsen. Det gav løbende PMF anledning til at anklage BUPL for ”strandhugst” blandt sine medlemmer og gav yderligere næring til modsætningsforholdet mellem de to forbund.
Mens BUPL således kan karakterises som et white collar-forbund, var PMF et blue collar-forbund. Det sås ikke mindst ved, at PMF var medlem af LO, mens BUPL var medlem af FTF. PMF kæmpede blandt andet for retten til uddannelse og arbejdede hårdt for at få indført den pædagogiske grunduddannelse, som Folketinget vedtog i 1996. Her var BUPL imod.

### Presset økonomi og flere fusionsforsøg
I løbet af 1990'erne var både BUPL og PMF under pres organisatorisk og politisk. PMF havde svært ved at fastholde medlemmer, og det blev vanskeligere at trænge igennem i den offentlige debat, ligesom det også var sværere at komme til orde internt i fagbevægelsen, hvor nogle forbund blev stadig større. PMF oplevede et stigende pres på forbundets eksterne legitimitet, mens erkendelsen af, at der var behov for nytænkning voksede frem på de interne linjer.
De seneste år af forbundets levetid var der således debat om dets selvstændighed, ligesom forbundets økonomi var presset. I 2001 diskuteredes en fusion med BUPL, hvilket ville skabe et stort fagforbund med 80.000 medlemmer, der på tegnebrættet blev kaldt Pædagogisk Forbund. BUPL's kongres sagde ja til fusionen, 80 procent af medlemmerne sagde dog nej på generalforsamlinger, hvorfor planen blev skrinlagt. Udfordringerne for PMF forsvandt dog ikke. For at nedbringe driftsomkostningerne valgte man på kongressen i 2002 at reducere antallet af medlemmer af forretningsudvalg og hovedbestyrelse, skære i antallet lokalforeninger og halvere a-kassens fysiske kontorer.
Situationen for PMF bedredes ikke i årene, der følger. Alene i 2003 forlod 1.300 medlemmer, hvilket pressede økonomien yderligere og førte til, at man i 2004 budgetterede med et underskud på to millioner kroner.
Senere i 2004 valgte ledelsen af PMF at anbefale medlemmerne at fusionere med fagforbundet FOA, der organiserer en række andre medarbejdere i den offentlige velfærd. Mens de delegerede på FOA's kongres stemte for med 469 stemmer mod 78, var flertallet mere knebent hos PMF, hvor 182 stemte for, mens 144 var imod. På tidspunktet for fusionen havde PMF cirka 25.000 medlemmer.
Visse af lokalafdelingerne indenfor FOA's pædagogiske sektor bærer stadig PMF-navnet.
Blandt de personer, der var politisk aktive i Pædagogisk Medhjælper Forbund var det senere folketingsmedlem Jakob Sølvhøj, konsulent Nanna Højland og senere LO-næstformand Tine Aurvig-Huggenberger.